# Wesley Hills
Wesley Hills è un villaggio degli Stati Uniti d'America, situato nello stato di New York, nella contea di Rockland.